# Donata Badoer

Stemma Badoer

Donata Badoer (Venezia, 1280 – tra il 12 luglio 1333 e il 4 marzo 1336) è stata una nobildonna italiana della Repubblica di Venezia. Ella è nota per essere stata la moglie dell'esploratore Marco Polo.

## Biografia
Appartenente ad un'antica famiglia patrizia veneziana, figlia del mercante Vitale Badoèr. Sposa nel 1300 Marco Polo, l'esploratore veneziano, figlio di Niccolò Polo. Dall'unione nascono tre figlie: Fantina, Belella e Moreta Polo.
Nel saggio dal titolo Venetian Adventurer pubblicato nel 1942 per i tipi della casa editrice dell'Università di Stanford e della casa editrice dell'Università di Oxford, lo studioso e critico storico Henry Hersch Hart, oltre a spiegare nel dettaglio le usanze di una cerimonia nuziale dell'epoca in cui ha vissuto Marco Polo, fa esplicito riferimento ad un importante documento legale datato 17 marzo 1312, pervenuto fino ai nostri giorni e relativo al matrimonio di Marco Polo con Donata Badoer. Si parla dell'impegno economico della famiglia Badoer, in sostanza della dote nuziale versata a favore di Marco Polo. In questo atto vi è indicato come garante della considerevole assegnazione di beni non il padre Vitale (come plausibilmente si potrebbe pensare), ma lo zio di Donata. Da ciò si deduce ancora più facilmente l'appoggio sociale dell'intera famiglia Badoer, casata patrizia che a quel tempo possedeva una certa influenza nella vita politica ed economica veneziana.
In un documento (busta 67) proveniente dai registri legali di Venezia, situato nella Cancelleria Inferiore dell'Archivio dei Frari e redatto in data 24 giugno 1325, Donata risulta essere citata, davanti alle figlie, come prima intestataria della proprietà appartenuta a Marco Polo. Tale atto insieme al testamento di Marco Polo dell'anno 1324, risulterà essere significativo per la causa della figlia Fantina, vedova di Marco Bragadin, una forte azione legale mossa nei confronti della famiglia ("commissaria") del marito defunto.
La presenza di Donata si attesta anche in un documento successivo, emesso nell'anno 1333, che sancisce il suo controllo sui possedimenti di Marco Polo assieme alle figlie.

## Influenze culturali
- La figura di Donata Badoer viene ripresa nel romanzo Il viaggiatore dello scrittore statunitense Gary Jennings che reinventa e ripercorre, ispirandosi a Il Milione, la vita di Marco Polo.